# فلاديمير ييروخين
فلاديمير ييروخين (مواليد 10 أبريل 1930) هو لاعب كرة قدم. لعب مع منتخب الاتحاد السوفييتي لكرة القدم. سبق له أن لعب في كأس العالم لكرة القدم مع منتخب بلاده.